# Crveni Otok
Crveni Otok (Røde Ø) er en tvillingeø i kroatiske del af Adriaterhavet med et areal på 	0,24 km² . Det er beliggende nær Rovinj og forbinder øen Sveti Andrija (kroatisk for "Sankt Andreas" , italiensk: Isola di Sant'Andrea) med den nærliggende ø Maškin (hr) med en dæmning. Dens område er 0,233 km².

## Historie
Øen var sandsynligvis beboet i oldtiden. I det 6. århundrede byggede benediktinerne et kloster på øen. Benediktinerne forlod øen i det 13. århundrede, og i det 15. århundrede blev øen overtaget af franciskanerne, der renoverede kirken og klosteret. I 1809 blev øen erobret af Frankrig, og i 1892 blev en cement- og kalkfabrik bygget på øen ved brug af Steeple kirketårnet som skorsten.